# Narashino

Narashino (習志野市 Narashino-shi?), este un municipiu din Japonia, prefectura Chiba.